# Kazumi Tsubota
Kazumi Tsubota (Prefettura di Nagasaki, 23 gennaio 1956) è un ex calciatore giapponese, di ruolo portiere.